# 女と男 (テレビドラマ)
『女と男』（おんなとおとこ）は、1987年10月26日にフジテレビ系列（FNS系列）の女優競演サスペンス枠で放送されたテレビドラマ。『卍』などを撮った映画監督の横山博人の監督による単発作品である。

## キャスト
- 女：樋口可南子
- 男：四谷シモン
- 男の恋人：原田芳雄
- 精神科医：陣内孝則　（声の出演）

## スタッフ
- 監督：横山博人
- 脚本：富川元文
- 音楽：青山八郎
- テーマ音楽：西村由紀江「SCREEN」
- 制作：松竹、関西テレビ

## あらすじ
風俗嬢の「女」が九州弁丸出しの精神科医と電話で会話をしている。会話の中身によると、かつての同窓生だったゲイの「男」の社会科教師が退職して彼女のマンションに転がり込んでくるのだそうだ。女と男は高校時代はべつに交友も無かった。同窓会で、女が風俗嬢をやっていることを皆に告げたときの偽善的な空気に抗議するために、男が突然席をはずして女装して戻ってきた、という事件があり、その日を境にした交流だった。
社会の外れ者である二人に仄かな恋のごときものが芽生えたように見えたころ、男の恋人（もちろん男性）が追いかけきた。男は女の部屋を出て、マンションの廊下で応対するのだが、次のような二人のやりとりを女は聴いてしまう。
男の恋人「あの女が好きになったのか？」
男「いやだよ、あんな汚い女」
風俗嬢の「女」が九州弁丸出しの精神科医と電話で会話をしている。いつもと変わらぬ様子。男も出て行ったようで、またかつての日常が戻ってきたようだ。でも、ひとつだけ違っている点がある。それは、電話をしながら彼女が飲む薬の量が大量に増えたことだ。
| 関西テレビ・フジテレビ系 月曜22時台サスペンスドラマ枠（1987年10月26日） ※本作まで「女優競演サスペンス」 | 関西テレビ・フジテレビ系 月曜22時台サスペンスドラマ枠（1987年10月26日） ※本作まで「女優競演サスペンス」 | 関西テレビ・フジテレビ系 月曜22時台サスペンスドラマ枠（1987年10月26日） ※本作まで「女優競演サスペンス」 |
| 前番組                                                                                                  | 番組名                                                                                                  | 次番組                                                                                                  |
| --- | --- | --- |
| タフガイが死んだ日                                                                                      | 女と男                                                                                                  | 彼岸花が死を招く・花の寺殺人事件 （ここから「京都サスペンス」）                                         |